# Karang Baru (Talawi)
Karang Baru is een bestuurslaag in het regentschap Batu Bara van de provincie Noord-Sumatra, Indonesië. Karang Baru telt 2571 inwoners (volkstelling 2010).